# 魏恭帝
魏恭帝拓跋廓（537年—557年），原姓元，河南郡洛阳县（今河南省洛阳市东）人，西魏文帝元宝炬四子，西魏十二大将军之一，后为西魏末代皇帝。

## 生平
拓跋廓在西魏官至使持节、大将军、大都督，封齐王。大统十六年（550年），齐文宣帝高洋称帝，宇文泰发动关中兵马讨伐北齐，西魏文帝元宝炬派遣齐王拓跋廓镇守陇右，征召陇右大都督宇文导回朝镇守咸阳。
元廓的兄长元钦继位后于554年被权臣宇文泰所废，宇文泰立元廓为帝，去年号称元年，并且復姓拓跋。557年被迫禅位于宇文觉，西魏灭亡。恭帝被封为宋国公，住在宇文觉的堂兄大司马宇文护府上，二月被杀。

## 家庭

### 妻妾
- 若干皇后，西魏司空、长乐武烈公若干惠之女

### 子女
- 拓跋初，长子，周元年（557年）二月去世，虚龄三岁，周明帝二年九月三十日（558年10月27日）葬于小陵原[5]。根据王书钦《北周僭代西魏之史境再审视——从新见〈拓跋初墓志〉等墓志和史籍说起》（黄留珠、贾二强主编：《长安学研究（第五辑）》，科学出版社2020年版，253-271页）及会田大輔《拓抜初の死―西魏宗室の粛清と歴史叙述―》（待刊）等研究，是与父亲同日被杀
- 富平公主，西魏骠骑大将军、开府仪同三司、梁州刺史、安国县公崔猷之女，《周书》记载为宇文护养女，《北史》记载为魏恭帝养女

## 影视形象
| 劇名                       | 演員   |
| 《陆贞传奇》(2013年電視劇) | 闵政   |
| 《醉玲珑》(2017年電視劇)   | 陈伟霆 |

## 延伸阅读
[在维基数据编辑]
 《北史·卷005》，出自李延壽《北史》